# Vynohradivská městská komunita
Vynohradivská městská komunita (ukrajinsky Виноградівська міська громада) je spojené územní společenství v okrese Berehovo  v Zakarpatské oblasti Ukrajiny. Rozloha tohoto územního společenství číní 250 km2; územím protéká řeka Tisa.
Správním centrem je město Vynohradiv. Kromě tohoto města jsou v této komunitě tato sídla:
- Boržavske (ukrajinsky Боржавське)
- Bukove (ukrajinsky Букове)
- Velyki Komjaty (ukrajinsky Великі Ком'яти)
- Velká Kopaňa (ukrajinsky Велика Копаня)
- Drotynci (ukrajinsky Дротинці)
- Malá Kopaňa (ukrajinsky Мала Копаня)
- Olešnyk (ukrajinsky Олешник)
- Onok (ukrajinsky Онок)
- Pidvynohradiv (ukrajinsky Підвиноградів)
- Fančikovo (ukrajinsky Фанчиково)
- Prytysjanske (ukrajinsky Притисянське)
- Trstník (ukrajinsky Тросник)
- Šyroke (ukrajinsky Широке)